# Oskar Rieding
Oskar Rieding (1840–1916) là một nghệ sĩ vĩ cầm, giáo viên dạy nhạc và nhà soạn nhạc người Đức.
Công bố lớn nhất về sự nổi tiếng của Oskar Rieding nằm ở sự đóng góp của ông cho nền âm nhạc Hungary, và đặc biệt là đời sống âm nhạc của ông tại Budapest. Đầu tiên ông theo học tại Học viện Nghệ thuật Âm nhạc mới thành lập ở Berlin, và sau đó là Nhạc viện Leipzig. Vào cuối những năm 1860, ông chuyển đến Vienna, nhưng vào năm 1871, nhạc trưởng Hans Richter, lúc đó là Giám đốc Âm nhạc của Nhà hát Opera Quốc gia ở Pest, đã bổ nhiệm Rieding làm nhạc trưởng. Ông ở đó trong 32 năm. Và trong thời gian đó, ông đã sáng tác một số bản hòa tấu cho violin và nhiều tác phẩm cho violin và piano. Những bản nhạc này phù hợp với học viên trình độ trung cấp violin, và chúng vẫn được người violin ngày nay học và biểu diễn. Sau khi nghỉ hưu vào năm 1904, ông sống ở Celje, và ông tiếp tục các hoạt động của mình với tư cách là giáo viên, nhà soạn nhạc và nghệ sĩ biểu diễn cho đến khi qua đời vào năm 1916.

## Một số tác phẩm chính
Những tác phẩm chính được biết đến nhiều nhất của ông:
- Concerto cung Si thứ cho Violin và Piano Op. 35 (1909)
- Concerto cung Rê trưởng cho Violin và Piano Op. 25
- Concertino cung Sol trưởng cho Violin và Piano Op. 24
- Gypsies' March Op. 23 No. 2, cho Violin va Piano
- Concertino in A Minor cho Violin và Piano the phong cách Hungary Op. 21
- Rondo

## Liên kết tham khảo
- Bản nhạc miễn phí bởi Oskar Rieding tại Dự án Thư viện Bản nhạc Quốc tế (IMSLP)
- Các tác phẩm của hoặc nói về Oskar Rieding tại Internet Archive
- Op. 35, music with score trên YouTube
- Op. 35 trên YouTube
- Op. 34, music with score trên YouTube
- Op. 25 trên YouTube
- Op. 24 trên YouTube
- Op. 23 No. 2 (Gypsies' March) trên YouTube
- Op. 23 No. 3 (Air Varié) trên YouTube
- Op. 21, music with score trên YouTube
- "Oskar [Oscar] Rieding, musicalics.com
| Tiêu đề chuẩn | - BIBSYS: 5037315 - BNE: XX4947981 - BNF: cb14852716x (data) - CiNii: DA12560727 - GND: 103827668 - ISNI: 0000 0001 0877 1318 - LCCN: n94033736 - LNB: 000036933 - MBA: 8f46ccdf-2973-4792-8dfa-dd35d6131d53 - NKC: xx0023703 - NLK: KAC200104273 - NLP: a0000001084906 - NSK: 000530770 - NTA: 074901133 - PLWABN: 9810704742605606 - RERO: 02-A005560044 - SUDOC: 17739143X - VIAF: 19949184 - WorldCat Identities (via VIAF): 19949184 |